# Kamimuria melli
Kamimuria melli är en bäcksländeart som beskrevs av Wu, C.F. 1935. Kamimuria melli ingår i släktet Kamimuria och familjen jättebäcksländor. Inga underarter finns listade i Catalogue of Life.